# Moringhem
Moringhem település Franciaországban, Pas-de-Calais megyében. Lakosainak száma 555 fő (2022. január 1.). Moringhem Houlle, Acquin-Westbécourt, Boisdinghem, Mentque-Nortbécourt, Moulle, Quelmes, Serques és Zudausques községekkel határos.

## Népesség
A település népességének változása:
| Lakosok száma | 525  | 535  | 558  | 558  | 557  | 557  | 556  | 559  | 555  |
|               | 2013 | 2015 | 2016 | 2017 | 2018 | 2019 | 2020 | 2021 | 2022 |